# Tatsuya Suzuki (1982-)
Tatsuya Suzuki (鈴木 達也 Suzuki Tatsuya?, nacido el 1 de agosto de 1982 en Kanagawa) es un exfutbolista japonés. Jugaba de delantero y su último club fue el Tokushima Vortis de Japón.

## Trayectoria

### Clubes
| Club             | País  | Año         |
| ---------------- | ----- | ----------- |
| Kashiwa Reysol   | Japón | 2005 - 2008 |
| FC Tokyo         | Japón | 2008 - 2011 |
| Tokushima Vortis | Japón | 2012 - 2013 |

## Estadística de carrera

### J. League
| Club             | Año   | J. League | J. League | Copa J. League | Copa J. League | Total | Total |
| Club             | Año   | Part.     | Goles     | Part.          | Goles          | Part. | Goles |
| ---------------- | ----- | --------- | --------- | -------------- | -------------- | ----- | ----- |
| Kashiwa Reysol   | 2005  | 1         | 0         | 2              | 0              | 3     | 0     |
| Kashiwa Reysol   | 2006  | 33        | 5         | -              | -              | 33    | 5     |
| Kashiwa Reysol   | 2007  | 16        | 2         | 4              | 1              | 20    | 3     |
| Kashiwa Reysol   | 2008  | 15        | 0         | 0              | 0              | 15    | 0     |
| FC Tokyo         | 2008  | 8         | 1         | 0              | 0              | 8     | 1     |
| FC Tokyo         | 2009  | 33        | 4         | 10             | 0              | 43    | 4     |
| FC Tokyo         | 2010  | 14        | 0         | 7              | 0              | 21    | 0     |
| FC Tokyo         | 2011  | 18        | 2         | -              | -              | 18    | 2     |
| Tokushima Vortis | 2012  | 28        | 1         | -              | -              | 28    | 1     |
| Tokushima Vortis | 2013  | 15        | 1         | -              | -              | 15    | 1     |
| Total            | Total | 181       | 16        | 23             | 1              | 204   | 17    |

## Palmarés

### Títulos nacionales
| Título             | Club     | País  | Año  |
| ------------------ | -------- | ----- | ---- |
| Copa J. League     | FC Tokyo | Japón | 2009 |
| J2 League          | FC Tokyo | Japón | 2011 |
| Copa del Emperador | FC Tokyo | Japón | 2011 |